# عیسی عیسی
عیسی عیسی (عربی: عصام الإدريسي؛ زادهٔ ۱۲ سپتامبر ۱۹۸۴) بازیکن فوتبال اهل لبنان است.
از باشگاه‌هایی که در آن بازی کرده‌است می‌توان به اشپورت فقاند زیگن و باشگاه فوتبال اوردینگن ۰۵ اشاره کرد.
وی همچنین در تیم ملی فوتبال لبنان بازی کرده‌است.